# Сборная Северной Македонии по футболу
Сборная Северной Македонии по футболу (макед. Фудбалска репрезентација на Северна Македонија) — представляет Северную Македонию в международных матчах и турнирах по футболу. Управляющая организация — Футбольная федерация Македонии. Северная Македония ни разу не участвовала в чемпионатах мира, дебютировала на чемпионатах Европы в 2021 году.
По состоянию на май 2021 года сборная в рейтинге ФИФА занимает 62-е место, а в рейтинге УЕФА 38-е место.

## История

### Отборочные турниры к чемпионатам Европы
Македония на международной арене с 1994 года, когда футбольная федерация этой небольшой балканской страны стала членом ФИФА и УЕФА. Дебют сборной на международной арене состоялся в отборочном турнире к Евро-1996, где её соперниками были датчане, действующие тогда чемпионами Европы, а также сборные Испании, Бельгии, Армении и Кипра. Македония выступила вполне достойно — четыре ничьи, включая по одной ничьей со сборными Дании и Бельгии, одна победа (над киприотами) и 5 поражений. Итог — 4-е место из шести коллективов с семью набранными очками. Последующие попытки Македонии пробиться в финальную часть чемпионата Европы через сито отборочных турниров закончились полной неудачей. Македонцы неизменно занимали в своей группе место не выше четвёртого до отборочного турнира Евро-2020. Самыми же памятными результатами пока остаются две ничьи со сборной Англии на её поле — 2:2 в отборе к Евро-2004 и 0:0 в отборе к Евро-2008, а также домашняя победа за тур до финиша над Хорватией, которая заняла первое место в своей отборочной группе к Евро-2008. Один из инцидентов в группе — матч против России. Владимир Габулов, вратарь россиян, откровенно сбил игрока македонцев, за что был удалён с поля. В ворота россиян назначили пенальти. Бил Игор Митрески, но блестяще сыграл опытный Вячеслав Малафеев.
Отбор на Евро-2020 стал историческим для сборной Македонии: команда впервые в истории вышла в финальный этап чемпионата Европы. Она заняла третье место в группе, обойдя в турнирной таблице Словению, Израиль и Латвию и пропустив вперёд только Польшу и Австрию. При этом команда вышла в стыковые матчи благодаря победе в своей группе из дивизиона D Лиги наций УЕФА, пройдя Косово в полуфинале плей-офф (2:1) и Грузию в финале (1:0).

### Отборочные турниры к чемпионатам мира
Македония ни разу не добивалась хоть каких-либо значимых успехов в отборочных турнирах чемпионата мира, не попадая в стыковые матчи. Самый реальный шанс представился в 1998 году: в группе Македония при удачном стечении обстоятельств могла занять вторую строчку в таблице, дававшую возможность поспорить за путёвку на чемпионат мира во Франции в стыковых матчах. Македонии необходимо было обыгрывать в двух последних матчах Литву — в гостях и дома, однако оба матча проиграли и остались в группе четвёртыми.
В отборе к чемпионату мира по футболу 2022 в Катаре заняла 2 место в группе и вышла в стыковые матчи впервые в истории, уступив только сборной Германии и опередив команды Румынии, Исландии, Армении и Лихтенштейна. 24 марта 2022 года в полуфинале стыковых матчей сборная Северной Македонии сенсационно победила сборную Италию со счётом 1:0. В финале сборная Северной Македонии проиграла сборной Португалии со счётом 0:2.

## Чемпионат мира
- 1930 — 1990 — не принимала участия, являясь частью Югославии
- 1994 — не смогла принять участие
- 1998 — 2022 — не прошла квалификацию

## Чемпионат Европы
- 1960 — 1992 — не принимала участия, являясь частью Югославии
- 1996 — 2016 — не прошла квалификацию
- 2020 — Групповой этап
- 2024 — не прошла квалификацию

## Чемпионат Европы по футболу 2020
| Поз | Команда            | И | В | Н | П | МЗ | МП | РМ | О | Квалификация     |
| --- | ------------------ | - | - | - | - | -- | -- | -- | - | ---------------- |
| 1   | Нидерланды (Х)     | 3 | 3 | 0 | 0 | 8  | 2  | +6 | 9 | Выход в плей-офф |
| 2   | Австрия            | 3 | 2 | 0 | 1 | 4  | 3  | +1 | 6 | Выход в плей-офф |
| 3   | Украина            | 3 | 1 | 0 | 2 | 4  | 5  | −1 | 3 | Выход в плей-офф |
| 4   | Северная Македония | 3 | 0 | 0 | 3 | 2  | 8  | −6 | 0 |                  |

## Текущий состав
Следующие игроки были вызваны в состав сборной главным тренером Благое Милиевски для участия в матче квалификации Евро-2024 против сборной Мальты (23 марта 2023).
Игры и голы приведены по состоянию на 22 марта 2023 года:
|  | Вр  | Столе Димитриевски    | 25 декабря 1993 (31 год)  | 59 | 0  | Райо Вальекано         |  |  |
|  | Вр  | Дамьян Шишковски      | 18 марта 1995 (30 лет)    | 8  | 0  | Докса (Катокопиас)     |  |  |
|  | Вр  | Кристиян Наумовски    | 17 сентября 1988 (36 лет) | 7  | 0  | Шкупи                  |  |  |
|  | Вр  | Игор Алексовский      | 24 февраля 1995 (30 лет)  | 1  | 0  | Работнички             |  |  |
|  |     |                       |                           |    |    |                        |  |  |
|  | Защ | Стефан Ристовски      | 12 февраля 1992 (33 года) | 78 | 2  | Динамо (Загреб)        |  |  |
|  | Защ | Эзджан Алиоски        | 12 февраля 1992 (33 года) | 63 | 12 | Фенербахче             |  |  |
|  | Защ | Кире Ристевски        | 22 октября 1990 (34 года) | 57 | 0  | Пюник                  |  |  |
|  | Защ | Висар Муслиу          | 13 ноября 1994 (30 лет)   | 49 | 1  | Ингольштадт 04         |  |  |
|  | Защ | Дарко Велковски       | 21 июня 1995 (30 лет)     | 45 | 3  | Аль-Иттифак            |  |  |
|  | Вр  | Эгзон Бейтулаи        | 7 января 1994 (31 год)    | 26 | 0  | Шкендия                |  |  |
|  | Защ | Джёко Зайков          | 10 февраля 1995 (30 лет)  | 22 | 1  | Университатя (Крайова) |  |  |
|  | Защ | Владица Брдаровски    | 7 февраля 1990 (35 лет)   | 8  | 0  | Шкупи                  |  |  |
|  | Защ | Боян Димоски          | 23 ноября 2001 (23 года)  | 3  | 0  | Акрон                  |  |  |
|  |     |                       |                           |    |    |                        |  |  |
|  | ПЗ  | Энис Барди            | 2 июля 1995 (30 лет)      | 52 | 13 | Трабзонспор            |  |  |
|  | ПЗ  | Элиф Элмас            | 24 сентября 1999 (25 лет) | 46 | 9  | Наполи                 |  |  |
|  | ПЗ  | Ариян Адеми           | 29 мая 1991 (34 года)     | 28 | 4  | Бэйцзин Гоань          |  |  |
|  | ПЗ  | Стефан Ашковски       | 24 февраля 1992 (33 года) | 18 | 0  | Ламия                  |  |  |
|  | ПЗ  | Дарко Чурлинов        | 11 июля 2000 (25 лет)     | 17 | 3  | Бернли                 |  |  |
|  | ПЗ  | Давид Бабунски        | 1 марта 1994 (31 год)     | 13 | 0  | Мезёкёвешд             |  |  |
|  | ПЗ  | Яни Атанасов          | 31 октября 1999 (25 лет)  | 4  | 0  | Краковия               |  |  |
|  | ПЗ  | Валон Этеми           | 3 октября 1997 (27 лет)   | 3  | 0  | Истанбулспор           |  |  |
|  | ПЗ  | Агон Элези            | 1 марта 2001 (24 года)    | 2  | 0  | Вараждин               |  |  |
|  | ПЗ  | Давор Здравовски      | 29 марта 1998 (27 лет)    | 0  | 0  | АЕЛ (Лимасол)          |  |  |
|  |     |                       |                           |    |    |                        |  |  |
|  | Нап | Александар Трайковски | 5 сентября 1992 (32 года) | 81 | 20 | Аль-Фейха              |  |  |
|  | Нап | Илия Несторовски      | 12 марта 1990 (35 лет)    | 48 | 10 | Удинезе                |  |  |
|  | Нап | Милан Ристовски       | 8 апреля 1998 (27 лет)    | 15 | 3  | Спартак (Трнава)       |  |  |
|  | Нап | Боян Миовски          | 24 июня 1999 (26 лет)     | 13 | 1  | Абердин                |  |  |

## Форма

### Домашняя
| 2000—2001 | 2002—2003 | 2004—2005 | 2010—2012 | 2014—2016 | 2016—2023 | 2023—н. в. |

### Гостевая
| 2000—2001 | 2002—2003 | 2004—2005 | 2010—2012 | 2014—2016 | 2016—2023 | 2023—н. в. |

### Резервная
| 2004—2005 | 2014—2016 | 2023—н. в. |

Источники:,